# 国家紧急状态委员会
国家紧急状态委员会（缩写为），又称“八人集团”，是由八位分别来自苏联政府、苏联共产党、苏联军队和克格勃的高层人物组成的团体。该团体因为反对时任蘇聯總統戈尔巴乔夫而成立，他们在1991年8月19日软禁了戈尔巴乔夫，史称八一九事件。但是随着政变失败，委员会所有委员（除鲍里斯·普戈殺妻後自杀）均遭到政治清洗。1994年，紧急状态委员会主要成员获俄罗斯国家杜马特赦而出狱。

## 委员
紧急状态委员会共有8名委员：
- 根纳季·亚纳耶夫（蘇聯副總統）
- 瓦连京·帕夫洛夫（蘇聯總理）
- 弗拉基米尔·克留奇科夫（蘇聯国家安全委员会主席）
- 德米特里·亚佐夫（蘇聯国防部部長）
- 鲍里斯·普戈（蘇聯內务部長）
- 奥列格·巴克拉诺夫（蘇聯國防委员会第一副主席）
- 瓦西里·斯塔罗杜布采夫（苏联农民联盟主席）
- 亚历山大·季贾科夫（苏联国营企业和工业、建筑、运输、邮电设施联合会会长）

## 其他参与者
- 瓦列里·博尔金（蘇聯總統办公厅主任）
- 尤里·普列汉诺夫（蘇聯国家安全委员会第九局（警卫局）局长）
- 奥列格·舍宁（蘇共中央书记处书记）
- 瓦连京·瓦连尼科夫（蘇聯国防部副部长兼蘇聯陆军总司令）
- 阿纳托利·卢基扬诺夫（苏联最高苏维埃主席）